# Тичино
Тичино (на немски: Tessin; на италиански: Ticino; на латински: Ticinus) е река в Швейцария (кантон Тичино) и Северна Италия (региони Пиемонт и Ломбардия), ляв приток на По. Дължина 248 km (91 km в Швейцария), площ на водосборния басейн 7228 km² (около 1000 km² в Швейцария).

## Географска характеристика

### Извор, течение, устие
Река Тичино води началото си на 2504 m н.в., от южното подножие на Лепонтинските Алпи в крайната западна част на швейцарския кантон Тичино. В горното си течение (до езерото Лаго Маджоре) протича в дълбока и тясна долина (Вале Левентина), в началото на изток, после на югоизток, а преди вливането в езерото на югозапад между южните разклонения на Лепонтинските Алпи. Източно от град Локарно се влива в голямото дълго и тясно планинско езеро Лаго Маджоре и чрез него преминава на италианска територия. След 47 km, при град Сесто Календе изтича от езерото (разположено на 194 m н.в.) и навлиза в северната част на обширната Паданска равнина, като до устието се тече в посока юг-югоизток. В този участък Тичино е типична равнинна река с широка и плитка долина и бавно течение. Тук, по цялото си протежение коритото ѝ е урегулирано и канализирано чрез водозащитни диги. Влива се отляво в река По, на 53 m н.в., на 6 km югоизточно от град Павия.

### Водосборен басейн, притоци
Водосборният басейн на Тичино обхваща площ от 7228 km², което представлява 10,18% от водосборния басейн на река По. На запад водосборният басейн на Тичино граничи с водосборните басейни на реките Агогни и Сезия (леви притоци на По), на северозапад – с водосборния басейн на река Рона (от басейна на Средиземно море), на север – с водосборния басейн на река Рейн (от басейна на Северно море), а на изток – с водосборните басейни на реките Ада и Ламбро (леви пиртоци на По).
Основни притоци: Моеза (ляв, 47 km) и Точе (десен, 84 km, влива се в езерото Лаго Маджоре).

### Хидроложки показатели
Река Тичино има смесено снежно-дъждовно подхранване с ясно изразено пролетно пълноводие. Среден годишен отток в устието 348 m³/sec, максимален 6000 m³/sec.

## Стопанско значение, селища
В горното течение, на швейцарска територия по течението на реката са изградени няколко валки ВЕЦ-а. По време на пълноводие Тичино е плавателна за плиткогазещи съдове от устието до езеро Лаго Маджоре, като частично и успоредно на коритото ѝ са съоръжени плавателни канали. Чрез такъв плавателен канал от град Павия реката се свързва с град Милано. В долното течение част ог водите на Тичино се използват за напояване. По цялото си протежение долината ѝ е гъсто населена, като най-големите селища са градовете: Белиндзона и Локарно в Швейцария; Стреза, Виджевано и Павия в Италия.
През 218 пр.н.е. край реката се състои битката при Тичино по време на Втората пуническа война.